# OfferUp
OfferUp es un mercado C2C en línea para dispositivos móviles con énfasis en las transacciones en persona. Se fundó como un competidor de Craigslist, diferenciándose de este por las aplicaciones optimizadas para dispositivos móviles y perfiles de usuario con calificaciones.

## Historia
OfferUp fue creado en 2011 por Nick Huzar, ex cofundador y CTO de Konnects, Inc., y Arean van Veelen. OfferUp es un mercado local impulsado por dispositivos móviles que compite con empresas como eBay, Craigslist y Facebook Marketplace. En 2016, la empresa recaudó 130 millones de dólares en financiación, lo que elevó la financiación total de la empresa a más de 221 millones de dólares. Muchos inversores son Andreessen Horowitz, Warburg Pincus, GGV Capital, Altimeter Capital, Jackson Square Ventures, Allen & Company, Tiger Global Management, T. Rowe Price, Quixotic Ventures, Alliance of Angels, Third Kind Venture Capital, Vy Capital, Coatue Management, y Max Levchin; inversores ángeles, incluidos Serena Glover, Andrew Wright y Rudy Gadre.
En 2015, OfferUp fue nombrada una de las empresas emergentes más populares por Forbes, citando el crecimiento explosivo de la empresa entre las rondas de financiación a lo largo del año, y se especuló que se haría cargo de la participación de Craigslist en el mercado C2C. Desde entonces, la empresa se ha convertido en un gran mercado para compradores y vendedores y fue nombrada una de las "7 empresas emergentes más innovadoras de Seattle" por Inc. OfferUp estuvo entre las 50 aplicaciones gratuitas más descargadas en Apple Appstore y Google Play y ha sido elogiada por ser más fácil de usar para publicar productos que en sitios como eBay.
Según Mary Meeker, socia de Kleiner Perkins Caulfield & Byers, durante su informe de "Tendencias de Internet" de 2016, OfferUp observó que el tiempo promedio diario invertido por usuario en los Estados Unidos aumentó de 12 minutos por día en noviembre de 2014 a 25 minutos en junio. 2015, a la par de Instagram y Snapchat, y más que Twitter y Pinterest. También señaló que el volumen bruto de mercancías de la empresa ha crecido a un ritmo más rápido que el de eBay en la misma etapa que las respectivas empresas.
A octubre de 2017, la empresa informa que tiene 33 millones de usuarios y experimentó un aumento en las transacciones de $ 2900 millones en 2015 a más de $ 14 mil millones en 2016. En general, la empresa creció un 166 % entre 2015 y 2017, según Comscore, y generó más transacciones entre pares en los primeros cinco años que eBay North America en sus primeros diez años. Las principales categorías en el mercado incluyen juguetes, muebles y automóviles. El número de empleados de OfferUp también ha experimentado un rápido crecimiento, comenzando con 11 empleados en 2015, creciendo a 67 en 2015 y 218 empleados en enero de 2018. OfferUp tiene su sede en Bellevue, Washington, y actualmente se utiliza en varias ciudades importantes de los Estados Unidos, con planes de expansión internacional. La empresa se mudó a un nuevo espacio de oficinas en 2017 que se amueblaba solo con los artículos que se encontraban en la plataforma.
A septiembre de 2021, la empresa informa que tiene 20 millones de usuarios activos mensuales, 260 empleados y más de $381 millones recaudados. Hasta junio de 2021, OfferUp se ha descargado alrededor de 90 millones de veces.

### Adquisición de Letgo
El 25 de marzo de 2020, OfferUp anunció que adquiriría a su rival Letgo y recaudaría $ 120 millones liderados por el propietario de Letgo, OLX Group. La aplicación Letgo en los Estados Unidos se fusionó con la aplicación OfferUp el 31 de agosto de 2020.

## Producto
La plataforma OfferUp, que se ofrece para iOS, Android y la web, facilita la compra y venta de bienes usados. El mercado, que está optimizado principalmente para teléfonos inteligentes, presenta fotos grandes de productos a la venta a través de una interfaz de desplazamiento infinito. Para los compradores, los productos se presentan en función de la ubicación geográfica más cercana al comprador para ayudar a fomentar las interacciones de los usuarios cara a cara, pero también se pueden filtrar por categoría, precio y distancia. Del lado del vendedor, los productos se enumeran inmediatamente cargando una foto desde el teléfono inteligente o la computadora de un usuario; la plataforma facilita la clasificación de consultas entrantes por la oferta más alta antes de contactar a los posibles compradores para acordar un precio y un lugar de encuentro.
A la fecha octubre de 2022, OfferUp ofrece una función de "golpe", que permite a los usuarios mover su artículo al principio de la cola para una mayor visibilidad a cambio de una tarifa. Las transacciones se completan en efectivo o a través de la plataforma de pago en la aplicación de OfferUp.
OfferUp realizó encuestas sobre oportunidades de mercado y vio que las mujeres, en particular, dudaban debido a preocupaciones de seguridad. Las funciones de perfil para la personalización incluyen insignias de verificación, atributos de revisión positivos, tiempo de respuesta promedio, conexiones confiables e imágenes de fondo personalizadas. La aplicación incluye funciones de mensajería para que compradores y vendedores se conecten directamente, sin revelar información personal como una dirección de correo electrónico o un número de teléfono.

## Actividad criminal
Al igual que con otros mercados de consumidores como eBay, Craigslist y Facebook Marketplace, OfferUp se ha utilizado para enumerar bienes robados. Algunos intentos de completar transacciones en artículos de OfferUp resultaron en robos al vendedor o al comprador.
En 2017, un hombre llamado Zeandre Kirlew de Palm Beach, Florida, se reunió con un vendedor para comprar un par de zapatillas Nike, apuntó con una pistola al vendedor, tomó los zapatos y huyó de la escena. Posteriormente fue identificado y detenido por las autoridades por robo con arma de fuego.
Una mujer en Columbus, Ohio, fue asaltada a punta de pistola en 2018 cuando intentaba vender una cámara y una lente a un comprador que vio su listado en LetGo, que en ese momento era independiente de OfferUp. En 2019, KIRO-TV informó que una mujer en Tacoma, Washington, encontró su cortador de malezas robado en OfferUp y quedó en encontrarse con el vendedor en persona. El propietario original recuperó su artículo y denunció el robo a la policía. También en 2019, un ladrón en Cleveland puso a la venta un iPhone XS Max en OfferUp; luego robó pasaportes, efectivo, una billetera, un reloj y otros artículos de dos víctimas que tenían la intención de comprarlo.
Los artículos robados se han puesto a la venta en OfferUp. En febrero de 2021, una estación de noticias local en Charlotte, Carolina del Norte, encontró una lista en OfferUp de herramientas eléctricas que habían sido robadas de una tienda Home Depot.
En respuesta a las preocupaciones sobre los delitos que afectan a los compradores y vendedores de OfferUp, la empresa desarrolló pautas y trabajó con los departamentos de policía locales para crear lugares seguros para completar las transacciones. OfferUp ha establecido puntos de encuentro de la comunidad en las estaciones de policía y en algunos supermercados Ralph's de California. Los carteles y la información donados están disponibles para los departamentos de policía que los soliciten a través del sitio web de OfferUp. La aplicación OfferUp muestra una lista de lugares de encuentro de la comunidad. Además de las protecciones en persona, OfferUp dice que su tecnología antifraude protege a los usuarios al detectar signos de posibles estafas basadas en el uso de palabras clave.

## Premios
A abril de 2019, OfferUp ganó los siguientes premios:
- 425 CEO empresarial del año en 2017[54]
- Premio Seattle Business Tech Impact Gold (Consumidor) en 2017[18]
- Premio Geekwire a la aplicación del año en 2016.[27]
- Premio Seattle Business Tech Impact Silver (consumidor/minorista) en 2016[55]
- Las 100 mejores empresas para trabajar en Seattle Business en 2016[56]
- Finalista del premio Geekwire Start of the Year en 2015[57]
- Premio Eastside Business of the Year en 2019[58]